# David Michels
David Michels, né à Uccle en 1967, est un homme de théâtre, metteur en scène et directeur du Théâtre royal des Galeries depuis 1998. 

## Biographie
Son père est un grand sportif puis devient journaliste. Il pense dans un premier temps suivre la même voie du journalisme. Afin de financer ses études en journalisme, il entre en 1986 au Théâtre des Galeries comme machiniste-intérimaire. Il est ensuite ouvreur, accessoiriste, régisseur, comédien, coordinateur technique, assistant à la mise en scène, décorateur, metteur en scène et enfin directeur du théâtre. Il réussit à rétablir la situation économique de ce théâtre,.
Depuis, il met en scène des spectacles tels que Le Mariage de Melle Beulemans, Bossemans et Coppenolle, La Présidente, mais aussi des comédies plus intimistes ou plus modernes telles que Le Squat, Le jeu de la vérité, et de nombreuses Revues, véritables institutions bruxelloises. Il maintient et développe la traditionnelle Tournée des Châteaux, qu’il administre chaque été  depuis 1987 à Bruxelles et dans toute la Wallonie. Il est l’initiateur de la réalisation par la RTBF de plusieurs coffrets DVD, dont Le Théâtre de Christiane Lenain, La Trilogie Marseillaise, Le Mariage de Melle Beulemans. Il développe aussi une importante collaboration avec  le Théâtre Tête d'or à Lyon, qui accueille depuis des créations du Théâtre des Galeries, ce qui permet à des comédiens belges de travailler en France pour de longues séries de représentations.
Depuis 1998, il est aussi administrateur de la Copat, coopérative audiovisuelle théâtrale française, qui a pour but l’enregistrement de spectacles vivants afin de les proposer à la programmation de différentes chaines francophones mais aussi via la vente de DVD et VOD.

## Quelques mises en scène
- La Présidente de Hennequin et Veber adapté par Jean Poiret - 1999
- Croque-monsieur de Marcel Mithois – 2001, enregistré par la Copat
- Le Squat de Jean-Marie Chevret – 2003
- Le mariage de Mlle Beulemans de Fonson et Wicheler - 2003, enregistré par la RTBF
- Une heure de vérité de Philippe Lellouche - 2007
- La jalousie de Sacha Guitry – 2010
- Fugueuses de Duthuron et Palmade – 2012
- Le mariage de Mlle Beulemans de Fonson et Wicheler - 2013, enregistré par la RTBF
- Bossemans et Coppenolle de Paul Van Stalle et d'Hanswyck - 2014 enregistré par la RTBF